# Eleição municipal de Santos em 2024
A eleição municipal de Santos em 2024 se realizou em 6 de outubro de 2024 (primeiro turno) com o objetivo de eleger um prefeito, um vice-prefeito, e 21 vereadores responsáveis pela administração da cidade para o mandato, governando de 1° de janeiro de 2025 à 31 de dezembro de 2028. O prefeito Rogério Santos, do Republicanos, foi reeleito em 27 de outubro de 2024 (segundo turno). Pela legislação eleitoral, Rogério esteve apto para disputar a reeleição.

## Calendário eleitoral
| Início        | Fim           | Atividades | Status    |
| ------------- | ------------- | --- | --------- |
| 7 de março    | 5 de abril    | Janela partidária para vereadores trocarem de partido visando concorrer às eleições sem perder o mandato. | Realizado |
| 6 de abril    | 6 de abril    | Data-limite para todas as legendas e federações partidárias obterem o registro dos estatutos no TSE e para todos os candidatos terem domicílio eleitoral na circunscrição em que desejam disputar as eleições com a filiação deferida pelo partido. | Realizado |
| 15 de maio    | 15 de maio    | Início da campanha de arrecadação prévia de recursos na modalidade de financiamento coletivo para pré-candidatos, sem realização de pedidos de voto e obedecendo a regras relativas à propaganda eleitoral na Internet.                             | Realizado |
| 20 de julho   | 5 de agosto   | Realização de convenções partidárias para deliberar sobre coligações e escolher candidatos às prefeituras e aos cargos de vereador. Os partidos têm até 15 de agosto para registrar os nomes na Justiça Eleitoral.                                  | Realizado |
| 16 de agosto  | 16 de agosto  | Início das campanhas eleitorais de forma igualitária, podendo qualquer publicidade ou manifestação com pedido explícito de voto antes da data ser considerada irregular e multada.                                                                  | Realizado |
| 30 de agosto  | 3 de outubro  | Veiculação da propaganda eleitoral gratuita no rádio e na televisão. | Realizado |
| 6 de outubro  | 6 de outubro  | Realização do primeiro turno das eleições municipais. | Realizado |
| 11 de outubro | 25 de outubro | Veiculação da propaganda eleitoral gratuita no rádio e na televisão para o segundo turno. | Realizado |
| 27 de outubro | 27 de outubro | Realização de um eventual segundo turno nas cidades com mais de 200 mil eleitores em que o candidato a prefeito mais votado não tenha atingido a metade mais um dos votos válidos.                                                                  | Realizado |

## Apresentação
Eleito em 2020 pelo PSDB, Rogério Santos se filiou ao Republicanos em outubro de 2023, numa estratégia para atrair o apoio do governador Tarcísio de Freitas para sua candidatura à reeleição, oficializada apenas em agosto durante o período de convenções partidárias. O prefeito também conseguiu fechar aliança com seu antecessor, o ex-prefeito e atual deputado federal Paulo Alexandre Barbosa (PSDB), que desistiu de tentar um novo mandato.
Além de Rogério Santos, também concorrem a prefeitura de Santos: a deputada federal e jornalista Rosana Valle (PL), a vereadora e ex-prefeita Telma de Souza (PT), e o influenciador digital Nando Pinheiro (Avante). Representante do grupo político do ex-presidente Jair Bolsonaro, Rosana conseguiu os apoios do PRD, que retirou a pré-candidatura do advogado Renato de Jesus, e do MDB, que descartou as pré-candidaturas de Antônio Carlos Banha e Marcelo Del Bosco Amaral. Antes, a Federação PSOL REDE retirou a pré-candidatura de Débora Camilo (PSOL) para apoiar Telma.

## Candidatos ao cargo de Prefeito de Santos
| Nº | Prefeito(a)  | Prefeito(a)    | Prefeito(a)       | Prefeito(a) | Vice-prefeito(a) | Vice-prefeito(a) | Vice-prefeito(a)   | Vice-prefeito(a)  | Coligação | Ref.              |
| Nº | Candidato(a) | Candidato(a)   | Partido Federação | Cargos relevantes | Candidato(a)     | Candidato(a)     | Candidato(a)       | Partido Federação | Coligação | Ref.              |
| -- | ------------ | -------------- | ----------------- | --- | ---------------- | ---------------- | ------------------ | ----------------- | --- | ----------------- |
| 10 |              | Rogério Santos | Republicanos      | - Secretário de governo de Santos (2017–2020); - Prefeito de Santos (2021–atualidade)                                                         |                  |                  | Audrey Kleys       | NOVO              | Santos Sempre em Frente Republicanos, Federação PSDB Cidadania, PODE, PP, NOVO, PSB, PSD, PRTB, Solidariedade e UNIÃO | [ 7 ] [ 8 ] [ 9 ] |
| 13 |              | Telma de Souza | PT FE Brasil      | - Prefeita de Santos (1989–1992); - Deputada federal por São Paulo (1995–2007); - Vereadora de Santos (1983–1987; 2009—2010; 2017–atualidade) |                  |                  | Dr. Márcio Aurélio | PDT               | A Santos Que a Gente Quer FE Brasil (PT, PCdoB e PV), Federação PSOL REDE e PDT                                       | [ 10 ]            |
| 22 |              | Rosana Valle   | PL                | - Deputada federal por São Paulo (2019–atualidade); - Jornalista                                                                              |                  |                  | Sadão Nakai        | MDB               | Santos Valle Muito Mais PL, MDB, MOBILIZA e PRD                                                                       | [ 11 ]            |
| 70 |              | Nando Pinheiro | Avante            | - Ator, dublador e influenciador digital |                  |                  | Henrique Gainete   | Avante            | Sem coligação | [ 12 ]            |

### Desistências
- Renato de Jesus (PRD) – Retirou a candidatura em 2 de agosto para apoiar Rosana Valle.
- Antônio Carlos Banha (MDB) – Ex-vereador de Santos. Retirou sua pré-candidatura em 5 de abril após se desfiliar do partido e integrar-se ao Republicanos, visando uma cadeira na Câmara Municipal.[13]
- Marcelo Del Bosco Amaral (MDB) –  Ex-vereador de Santos e presidente municipal do MDB. Teve sua pré-candidatura retirada pelo partido em 24 de julho ao oficializar o apoio à Rosana Valle.[14]
- Paulo Alexandre Barbosa (PSDB) – Prefeito de Santos (2013–2020). Retirou a pré-candidatura em apoio à reeleição de Rogério Santos.[5]
- Débora Camilo (PSOL) – Vereadora de Santos. Retirou a pré-candidatura em 16 de julho para apoiar a candidatura de Telma de Souza.

## Resultados

### Prefeito
| Candidato a prefeito    | Candidato a prefeito          | Vice-prefeito(a)          | 1º turno 6 de outubro de 2024 | 1º turno 6 de outubro de 2024 | 2º turno 27 de outubro de 2024 | 2º turno 27 de outubro de 2024 |
| Candidato a prefeito    | Candidato a prefeito          | Vice-prefeito(a)          | Votação                       | Votação                       | Votação                        | Votação                        |
| Candidato a prefeito    | Candidato a prefeito          | Vice-prefeito(a)          | Total                         | %                             | Total                          | %                              |
| ----------------------- | ----------------------------- | ------------------------- | ----------------------------- | ----------------------------- | ------------------------------ | ------------------------------ |
|                         | Rogério Santos (Republicanos) | Audrey Kleys (NOVO)       | 101.498                       | 43,29%                        | 118.562                        | 53,37%                         |
|                         | Rosana Valle (PL)             | Sadão Nakai (MDB)         | 99.999                        | 42,65%                        | 103.592                        | 46,63%                         |
|                         | Telma de Souza (PT)           | Dr. Márcio Aurélio (PDT)  | 31.423                        | 13,40%                        | Não participaram               | Não participaram               |
|                         | Nando Pinheiro (Avante)       | Henrique Gainete (Avante) | 1.565                         | 0,67%                         | Não participaram               | Não participaram               |
| Total de votos válidos  | Total de votos válidos        | Total de votos válidos    | 234.485                       | 93,73%                        | 222.154                        | 94,79%                         |
| → Votos brancos         | → Votos brancos               | → Votos brancos           | 6.212                         | 2,48%                         | 4.078                          | 1,74%                          |
| → Votos nulos           | → Votos nulos                 | → Votos nulos             | 9.481                         | 3,79%                         | 8.121                          | 3,47%                          |
| Total de votos          | Total de votos                | Total de votos            | 250.178                       | 70,74%                        | 234.353                        | 66,26%                         |
| → Abstenções            | → Abstenções                  | → Abstenções              | 103.499                       | 29,26%                        | 119.328                        | 33,74%                         |
| Eleitores aptos a votar | Eleitores aptos a votar       | Eleitores aptos a votar   | 353.681                       | 353.681                       | 100%                           | 100%                           |